# BH Tennis Open International Cup 1993
Il BH Tennis Open International Cup 1993 è stato un torneo di tennis facente parte della categoria ATP Challenger Series nell'ambito dell'ATP Challenger Series 1993. Il torneo si è giocato a Belo Horizonte in Brasile dal 19 al 25 luglio 1993 su campi in cemento.

## Vincitori

### Singolare
Martin Blackman ha battuto in finale  David Adams con il punteggio di 6–7, 6–4, 7–6

### Doppio
Ricardo Acioly /  Nicolás Pereira hanno battuto in finale  Felipe Rivera /  Fernando Roese con il punteggio di 7–6, 5–7, 6–3